# Výčapy
Výčapy (německy Witzap, Witschap, Wittschap, v letech 1873 až 1881 Vyčepy, poté až do roku 1895 Vyčapy) jsou obec v okrese Třebíč v jihovýchodní části Kraje Vysočina ležící 8 km jižně od města Třebíče. Nadmořská výška obce je 478 metrů nad mořem. Žije zde 869 obyvatel. Obec patří do správního obvodu obce s rozšířenou působností Třebíč. První písemná zmínka o obci pochází z roku 1104.
Sousedními obcemi sídla jsou Ostašov, Třebíč, Jaroměřice nad Rokytnou, Petrůvky, Mikulovice a Horní Újezd.

## Název
Místní jméno Výčapy má významovou souvislost s podobným jménem Tučapy. Šlo (v obou případech) o posměšné pojmenování obyvatel vsi: Tučapi znamenalo "kteří tu čapí, tj. se zde usídlili" (odvozeno od čapit - "přidřepnout"), Výčapi pak mělo v podstatě tentýž význam, "lidé, kteří odněkud vyčapili, tedy se vystěhovali". V obou případech se tak jednalo o pojmenování pro nově přišlé osadníky. Jde o velmi starobylý typ jména. (Velmi podobný původ má jméno Výklek na Přerovsku.) Souvislost jména s čápy vyjádřená v obecním znaku je lidová.

## Historie
Území Výčap bylo osídleno již od 6. století, dokazují to archeologické nálezy u místní školy. První písemná zmínka z roku 1104 pochází ze soupisu majetku třebíčského kláštera, kde je obec nazvána zkomoleně Mičapi. Do majetku třebíčského kláštera se vesnice dostala darem od Litolda Znojemského, roku 1277 byly předány Výčapy do správy zemanům, těm pak patřila vesnice až do roku 1491, kdy ji získal Vilém z Pernštejna, po něm pak vesnici získali postupně Vratislav z Pernštejna, Zdeněk z Pernštejna, Jan Lhošt Brtnický z Valdštejna, Jaroslav Dubský z Třebomyslic, Jiří Dubský z Třebomyslic a pak další Dubští. Ti pak prodali roku 1667 vesnici Františkovi rytíři Hasslerovi z Kiessenegu, posléze rok Hasslerů prodal vesnici Ignátu Aichbichlovi, ten pak vesnici prodal rodu Freudenbergů, ti pak vlastnili obec až do roku 1848. Posléze už byly části obce vlastněny různými majiteli a následně i obec samotná. V roce 1913 byla poprvé opravena historická socha sv. Floriána, ta byla v obci postavena roku 1754.
Během první světové války obec nebyla výrazně postižena, do války však odešlo 86 mužů, zemřelo jich v boji 19. Na pomníku obětem je však uvedeno 20 jmen, kdy jeden z domněle zemřelých se vrátil až v roce 1921 ze zajetí. Roku 1920 pak v obci byl založen Sokol a v roce 1928 pak byla do obce zavedena elektřina. V roce 1930 pak byl do obce zaveden i telefon a následně také byla schválena autobusová linka Třebíč - Výčapy a byl založen sbor dobrovolných hasičů. Roku 1934 pak byly slavnostně odhaleny pamětní desky Miroslava Tyrše a Antonína Švehly na budově Sokolovny a v roce 1936 pak byl odhalen pomník T. G. Masaryka, památník však byl během druhé světové války zbořen. V roce 1951 byl v obci zřízen hřbitov.
Budovy z bývalého panského statku byly v roce 1948 rozděleny mezi drobné zemědělce a roku 1956 pak bylo založeno v obci JZD, roku 1961 se pak sloučilo JZD ve Výčapech s JZD ve Štěpánovicích a vzniklo JZD Niva - to se v roce 1967 stalo střediskem kooperačního obvodu a v roce 1967 bylo JZD Niva sloučeno s JZD v Ratibořicích a Boňově. K dalšímu rozšíření JZD pak došlo v roce 1988, kdy se přidaly JZD z Horního Újezdu, Kojetic, Mikulovic a Vacenovic. V roce 1982 pak byla ve vsi otevřena mateřská škola.
Roku 1990 pak bylo JZD rozděleno v restitučních řízeních, původním majitelům se vrátil i zámek ve vesnici. Posléze však velkou část původního majetku JZD odkoupila obec Výčapy. V červnu téhož roku došlo ke svobodným volbám, kdy ve vesnici zvítězilo Občanské fórum a starostou se stal Jiří Bartejs - v roce 1991 pak byla dokončena plynofikace vesnice. Původní JZD bylo přejmenováno na ZOD Niva Výčapy a od roku 1994 působilo pod novým názvem. Roku 2002 pak byla zbourána původní budova školy a postavena nová školní budova.
Do roku 1849 patřily Výčapy do lesonického panství, od roku 1850 patřily do okresu Znojmo, pak od roku 1896 do okresu Moravské Budějovice a od roku 1897 do okresu Třebíč.
| Rok            | 1869 | 1880 | 1890 | 1900 | 1910 | 1921 | 1930 | 1950 | 1961 | 1970 | 1980 | 1991 | 2001 |
| Počet obyvatel | 582  | 655  | 674  | 681  | 690  | 699  | 710  | 658  | 665  | 650  | 703  | 719  | 773  |

## Politika

### Místní zastupitelstvo
V letech 1981–2002 působil jako starosta (resp. předseda MNV) obce Jiří Bartejs, v letech 2002–2010 působil jako starosta obce Jiří Jonáš, od roku 2010 tuto funkci zastává Zdeněk Voltr.

### Volby do Poslanecké sněmovny
|       | 2006                | 2010                | 2013                | 2017                | 2021                  |
| ----- | ------------------- | ------------------- | ------------------- | ------------------- | --------------------- |
| 1.    | ČSSD (38,32 %)      | ČSSD (24,75 %)      | ANO 2011 (23,88 %)  | ANO (35,26 %)       | ANO (28,96 %)         |
| 2.    | ODS (19,9 %)        | KSČM (14,46 %)      | ČSSD (22,63 %)      | KDU-ČSL (14,15 %)   | SPOLU (26,82 %)       |
| 3.    | KDU-ČSL (16,21 %)   | VV (12,74 %)        | KDU-ČSL (18,4 %)    | Piráti (12,06 %)    | Piráti+STAN (18,02 %) |
| účast | 67,22 % (408 z 607) | 65,61 % (412 z 628) | 61,54 % (408 z 663) | 64,81 % (431 z 665) | 69,44 % (468 z 674)   |

### Volby do krajského zastupitelstva
|      | 1.                 | 2.                 | 3.                    | účast               |
| ---- | ------------------ | ------------------ | --------------------- | ------------------- |
| 2000 | 4KOALICE (38,6 %)  | KSČM (20,25 %)     | SNK (18,35 %)         | 29,94 % (171 z 571) |
| 2004 | KDU-ČSL (29,57 %)  | ODS (20,42 %)      | KSČM (19,01 %)        | 23,59 % (143 z 606) |
| 2008 | ČSSD (36,29 %)     | ODS (21,11 %)      | KSČM (13,33 %)        | 43,02 % (270 z 630) |
| 2012 | ČSSD (24,12 %)     | KDU-ČSL (20,1 %)   | KSČM (18,09 %)        | 34,56 % (225 z 651) |
| 2016 | ANO 2011 (27,31 %) | KDU-ČSL (19,38 %)  | ČSSD (15,41 %)        | 34,75 % (229 z 659) |
| 2020 | ANO (23,84 %)      | Piráti (19,24 %)   | KDU-ČSL (12,13 %)     | 35,89 % (243 z 677) |
| 2024 | ANO (37 %)         | STAN+SNK ED (18 %) | ODS+TOP 09+STO (13 %) | 30,25 % (203 z 681) |

### Prezidentské volby
V prvním kole prezidentských voleb v roce 2013 první místo obsadil Miloš Zeman (162 hlasů), druhé místo obsadil Jan Fischer (88 hlasů) a třetí místo obsadil Karel Schwarzenberg (74 hlasů). Volební účast byla 70,73 %, tj. 464 ze 656 oprávněných voličů. V druhém kole prezidentských voleb v roce 2013 první místo obsadil Miloš Zeman (310 hlasů) a druhé místo obsadil Karel Schwarzenberg (147 hlasů). Volební účast byla 69,88 %, tj. 457 ze 654 oprávněných voličů.
V prvním kole prezidentských voleb v roce 2018 první místo obsadil Miloš Zeman (173 hlasů), druhé místo obsadil Jiří Drahoš (107 hlasů) a třetí místo obsadil Pavel Fischer (76 hlasů). Volební účast byla 70,01 %, tj. 467 ze 667 oprávněných voličů. V druhém kole prezidentských voleb v roce 2018 první místo obsadil Miloš Zeman (260 hlasů) a druhé místo obsadil Jiří Drahoš (225 hlasů). Volební účast byla 73,41 %, tj. 486 ze 662 oprávněných voličů.
V prvním kole prezidentských voleb v roce 2023 první místo obsadil Petr Pavel (174 hlasů), druhé místo obsadil Andrej Babiš (166 hlasů) a třetí místo obsadila Danuše Nerudová (97 hlasů). Volební účast byla 77,48 %, tj. 515 ze 666 oprávněných voličů. V druhém kole prezidentských voleb v roce 2023 první místo obsadil Petr Pavel (309 hlasů) a druhé místo obsadil Andrej Babiš (191 hlasů). Volební účast byla 75,68 %, tj. 501 ze 662 oprávněných voličů.

## Členění obce
Výčapy se člení na dvě místní části:
- Výčapy (9,9 km² a 679 obyvatel),
- Štěpánovice (3,4 km² a 94 obyvatel).

## Zajímavosti a pamětihodnosti
- socha sv. Floriána z roku 1754
- pomník padlým v první světové válce z roku 1920[31]
- kříž u kaple na návsi z roku 1895[32]
- kříž před domem čp. 68[32]
- kříž u Bartesových u domu čp. 31 z roku 1910[32]
- kříž na hřbitově z roku 1951[32]
- kříž na cestě do Horního Újezdu z roku 1899[32]
- kříž na rozcestí u cesty do Mikulovic[32]
- kříž na rozcestí směrem do Štěpánovic[32]
- kříž směrem na Brda z roku 1922[32]
- podzemní chodby od některých domů vedoucí dle pověstí až do obce Šebkovice[33]
- kaple sv. Cyrila a Metoděje
- zámeček
- přírodní rezervace Hošťanka

## Osobnosti
- Vlastimila Cahová (?), kuželkářka, narozena v Třebíči
- Jakub Dobeš (1881–1945), ekonom
- Václav Herzán (1925–1989), český voják